# Saint-Étienne-le-Molard
Saint-Étienne-le-Molard è un comune francese di 964 abitanti situato nel dipartimento della Loira della regione dell'Alvernia-Rodano-Alpi.

## Società

### Evoluzione demografica
Abitanti censiti